# José Ramón Díaz de Durana
José Ramón Díaz de Durana Gutiérrez (Elorrieta, Deusto), 28 de diciembre de 1909-Bilbao, Vizcaya, 27 de marzo de 2017) fue un médico español.
Posee el título de médico más longevo de España. Se licenció en 1934 a la edad de 25 años y ejerció durante 40 años (desde 1937 hasta 1977.
Durante la mayor parte de su vida vivió en Arceniega (Álava). Su fallecimiento se produjo el 26 de marzo de 2017 a los 107 años. Siendo el hombre más longevo de Euskadi en el momento de fallecer y también el médico más longevo de toda España.